# Битка на реци Тенару
Битка на рецу Тенару, позната и као Битка на реци Илу, догодила се 21. августа 1942. године на оству Гвадалканал, на Пацифику током Другог светског рата. Била је то копнена битка, вођена између јапанске царске армије и савезничких снага (претежно америчких војника). Ова битка је прва већа јапанска копнена офанзива током Гвадалканалске кампање.
У бици, савезничке снаге, под општом командом америчког генерал-мајора Вандергрифта, успешно су одбиле известан јуриш „првог ешалона“ Ичики бригаде, која је била под командом јапанског пуковника Ичикија. Маринци су бранили област Лунга где се налазио аеродром „Хендерсеново поље“, који су савезници заузели одмах након искрцавања на Гвадалканал 7. августа 1942. године. Ичикијева јединица је послата на Гвадалканал као одговор на савезничко искрцавање, са задатком да поврати аеродром и отера савезничке снаге са острва. Потцењујући број савезничких снага на Гвадалканалу, које су у то време бројале око 11.000 људи, Ичикијева јединица изводи ноћни фронтални јуриш на позицију маринаца у заливу Алигатора, на источној страни области Лунга. Ичикијев јуриш је претрпео пораз, са тешким губицима јапанских нападача. Након сванућа, маринци врше контра напад на преживеле Ичијеве трупе, убијајући већи број јапанских војника. Свега 128 од 917 војника колико их је имао „први ешалон“ Ичикијеве бригаде је успело да преживи ову битку (плус 15 заробљених).
Ова битка је прва од три посебне веће копнене офанзиве Јапанаца током Гвадалканалске кампање. Након битке на реци Тенару, Јапанци су схватили да је број савезничких снага на Гвадалканалу био много већи од првобитне процене, и од тада шаљу веће снаге на острво за следећи покушај повратка аеродрома, коме су Американци дали име „Хендероново поље“.

## Позадина
Дана 7. августа 1942. године, савезничке снаге (првенствено америчке) су се искрцале на острва; Гвадалканал, Тулаги, Гавуту и Танамбога, сва из састава Соломонових острва. Искрцавање савезника на ова острва изведено је да би се спречило њихово коришћење од стране Јапанаца као базе за пресецање снабдевачких путева из САД за Аустралију и уједно обезбедили острва као стартне тачке за кампању, чији би евентуално циљ био: изолација главне јапанске базе на том делу Пацифику - лука Рабаул, а у исто време, подршка савезничкој кампањи на Новој Гвинеји. Ова искрцавања су подстакла шесто-месечну Гвадалканалску кампању.
Користећи јапанско изненађење, савезничке десантне снаге завршавају своје почетне циљеве за осигурање Тулагија и суседним малих острвца, као и извесног аеродрома у изградњи на Лунга Поинту на Гвадалканалу, у сутон 8. августа 1942. године. Те ноћи, док су се транспортни бродови искрцавали, савезнички ратни бродови који су штитили искрцавање били су изненађени и поражени од јапанског морнаричког састава, састављеног од седам крстарица и једног разарача, под командом вицеадмирала Микаве. Једна аустралијска и три америчке тешке крстарице су потопљене а једна крстарица и два разарача теже оштећени у овој бици, познатој као Битка код острва Саво. Адмирал Тарнер опозива све преостале савезничке морнаричке снаге током ноћи 9. августа, иако није потпуно завршено искрцавање тешке опреме, снабдевања и трупа из транспортних бродова, премда је већина дивизијске артиљерије коју су чиниле 32 хаубице 75 mm и 105 mm, искрцана. Међутим, хране је било довољно за свега пет дана.
Маринци на обали Гвадалканала су се одмах усредсредили на формирање одбране периметра око аеродрома, премештање искрцаних снабдевања унутар периметра, и завршетак градње аеродрома. Вандегрифт је распоредио 11.000 својих војника унутар извесног неучвршћеног периметра око Лунга Поинт области. За четири дана напорног рада, снабдевања су пресељена са обале где су искрцана и растурена унутар периметра. У почетним радовима на незавршеном аеродрому, већим делом је коришћена заробљена јапанска опрема. Дана, 12. августа, аеродром је добио име „Хендерсоново поље“, по мајору Лофтону Хендерсону, маринском пилоту који је погинуо у Мидвејској бици. Заробљена јапанска роба увећала је укупну снабдевеност храном за приближно 14 дана. Да би сачували што дуже ограничене количине хране, савезничким војницима је лимитирано два оброка за дан.
Као одговор на савезничко искрцавање на Гвадалканал, јапански царски генералштаб одређује 17. јапанску армију, величине корпуса, чији се штаб налазио у Рабаулу под командом генерал-потпуковника Харукичи Хајакутакеа, да преузме Гвадалканал од савезничких снага. Како је 17. армија већ била доста ангажована у јапанској кампањи на Новој Гвинеји, имала је мало јединица расположивих за слање ка јужној области Соломонових острва. Од ових јединица: 35. пешадијска бригада под командом генерал-мајора Кијотаке Кавагучи-a је била на острвима Палау, 4. (Аоба) пешадијски пук је био на Филипинима, а 28. (Ичики) пешадијски пук под командом пуковника Кијонао Ичикија, је био у путу од Јапана ка Гваму. Различите јединице су отпочеле одмах покрете према Гвадалканалу, али је Ичикијев пук, с обзиром да је већ био укрцан, стигао први.
Извесно ваздушно извиђање положаја маринаца на Гвадалканалу 12. августа, од стране једног старијег јапанског штабног официра из Рабаула, опазило је мало савезничких трупа на острву и никакве веће ратне бродове у оближњим водама, што је убедило царски генералштаб да су савезници после битке код острва Саво повукли већину својих снага са острва. У стварности ниједан војник савезничких снага није био повучен са острва. Хјакутаке издаје наређење за извесну јединицу од 900 војника из Ичикијевог пука, да се искрца на Гвадалканал и одмах нападне савезничке положаје и преузме аеродром у области Лунга Поинта. У главној јапанској морнаричкој бази на острву Трук, спремљени су бродови за пребацивање Ичикијевог пука ка Гвадалканалу. Пуковник Ичики је закључио, да се од 2.000 до 10.000 савезничких војника на Гвадалканалу налази у области аеродрома и да треба „избећи фронтални напад“.
Ичики и 916 од 2.300 војника његовог пука, који су чинили „први ешалон“, успешно је био пребачено до Таиву Поинта, око 35 километара источно од Лунга Поинта, помоћу 6 разарача у 01:00 сат 19. августа. Остављајући око 100 позадинаца у својству заштитнице, Ичики напредује на запад са осталих 800 људи његове јединице и уређује логор пре свитања на око 14 километара источно од периметра Лунга. Амерички маринци на Лунга Поинту су обавештени да се једно јапанско искрцавање догодило и предузимају кораке ка њиховом проналажењу.

## Битка

### Увод
Извештаји који су стизали до савезничких снага од острвских извиђача (домороци са Соломонових острва), укључујући и пензионисаног старијег водника Јакоб В. Воуз-а из Native Constabulary, под руководством Мартина Клеменса, обалног стражара и официра британских одбрамбених снага протектората Соломонових острва - BSIPDF, заједно са савезничким информацијама из других извора, указивали су, да су јапанске трупе присутне источно од Лунга Поинта. Ради даљег истраживања, 19. августа, једна патрола маринаца од 60 људи под командом америчког капетана Чарсла Х. Бруша, кретала се источно од Лунга периметра. У исто време, Ичики шаље напред своју властиту патролу од 38 људи у извиђање распореда савезничких трупа и успостављање истурене комуникационе базе. Око 12:00 сати 19. августа, Брушова патрола је опазила и напала из заседе јапанску патролу, убијајући све осим пет војника из њеног састава. Маринци су имали три погинула и три рањена војника. Документа откривена на телима неких јапанских официра из патроле, указивала су, да се односе ка једној већој јапанској јединици и показивала детаљне информације о позицијама маринаца око Лунга Поинта. Међутим, документа нису показивала детаљно тачно колико су велике јапанске снаге или колико је предстојећи напад био опасан.
Пошто су очекивали напад са истока, америчке маринске снаге, под командом генерала Вандегрифта, припремају своју одбрану дуж источног руба Лунга периметра. Неколико званичних америчких војних историчара идентификује локацију источне одбране Лунга периметра као место код реке Теанару. Међутим, река Тенару је смештена даље на истоку. Река која формира источну границу Лунга периметра је у стварности река Илу, названа залив Алигатора од локалног становништва. Залив Алигатора није стварна река, већ плимна лагуна одвојена од океана пешчаним спрудом ширине 7 до 15 метра и око 30 метра дужине. Дуж западне стране залива Алигатора, пуковник Клифтон Б. Кетс, командант 1. пука маринаца, развио је свој 1. и 2. батаљон.. Да би даље унапредио одбрану пешчаног спруда у заливу Алигатора, Кетс поставља 100 војника из 1. специјалног батаљона са против-тенковским топовима 37 mm, снабдевени картечом. Дивизијска артиљерија маринаца, која се састојала од топова 75 mm и 105 mm, превентивно је нишанила позиције на источној страни области пешчаног спруда у заливу Алигатора, а формирали су своје артиљеријско осматрачко место унутар позиције маринаца. Маринци су радили цео дан 20. августа 1942. године на припреми своје одбране, колико год је било могуће пре наступање мрака.
Сазнавши за уништење своје патроле, Ичики брзо шаље напред једну групу да затрпа тела и следи их са остатком својих трупа током целе ноћи 19. августа, и најзад дозвољава предах у 4:30 сати, на само неколико миља од положаја америчких маринаца на источној страни Лунга Поинта. На том месту, он припрема своје трупе за напад на савезничке позиције, пошто падне мрак.

### Борба
Одмах иза поноћи 21. августа. Ичикијев главни део трупе стиже на источну обалу залива Алигатора, и био је изненађен приликом сусрета са положајем маринаца, пошто се није очекивало да са нађу савезничке снаге смештене „толико далеко од аеродрома“. Маринци на оближњем положају за ослушкивање, чули су „звецкање“, људске гласове и друге шумове пре него су се повукли на западну обалу залива. У 1:30 сати, Ичикијеве снаге отварају ватру из митраљеза и минобацача по положајима маринаца на западној обали залива, и први талас од приближно 100 јапанских војника јуриша преко пешчаног спруда ка маринцима. Ватра митраљеза маринаца и картечни пројектили из топова 37 mm убијају велики део јапанских војника док су прелазили преко пешчаног спруда. Мањи број Јапанаца успева да стигне до положаја маринаца, и борећи се прса у прса успевају да заузму мали део њихове линије одбране. Такође, Јапанци митраљеском и пушчаном ватром са источне обале заливе, убијају неколико маринских митраљезаца и тобџија. Једна група маринаца, која је држана у резерви тачно иза тог дела одбрамбене линије, напада и убија већину, ако не и све, преостале јапанске војнике који су пробили линију одбране, и тиме је завршен Ичикијев први јуриш који је трајао око сат времена. У 2:30 сати, други талас од приближно 150 до 200 јапанских војника поново јуриша преко пешчаног спруда и још једном је готово потпуно уништен. Најмање један од преживелих јапанских официра из овог напада саветује Ичикија да повуче остатак својих трупа, али Ичики то не прихвата.
Док су се Ичикијеве трупе прегруписавале источно од залива, јапански минобацачи су бомбардовали положаје маринаца. Маринци узвраћају ватром из топова 75 mm и минобацача, гађајући источну област залива Алигатора. Око 5:00 сати нови талас јапанских војника креће у напад. Овог пута напали су бок положаја маринаца, газећи кроз океанске таласе, јуришали су на западну обалу области залива. Маринци одговарају артиљеријском и митраљеском ватром дуж области западне обале, поново проузрокујући тешке губитке међу Ичикијевим војницима који су нападали, и били присиљени на повлачење ка источној обали залива. У наредних неколика сати, две стране размењују пушчану и артиљеријску ватру ближег домета преко пешчаног спруда у заливу.
Упркос тешким губицима њихових снага у оба ноћна јуриша, Ичикијеве трупе су остале на положајима источне обале залива, у немогућности или одбијајући да се повуку. У зору 21. августа, командири маринских јединица које су се налазиле наспрам Ичикијевих трупа, саветовали су се на који начин је најбоље да се настави борба, и одлучују се за контранапад. Први батаљон, 1. пука маринаца, под командом потпуковника Ленарда Креусела, прелази залив Алигатора узводно од области битке, обухватајући Ичикијева трупе са југа и истока, пресецајући им једини пут за повлачењем, и почиње да „сабија“ Ичикијева трупе на мали простор унутар младе шуме кокосових ораха, на источној обали залива. Авијација са аеродрома „Хендерсеново поље“ напада јапанске војнике који су покушали да побегну низ обалу, а касније по-подне, четири лака тенка маринаца прелазе пешчани спруд и улазе у младу шуму кокосових ораха. Тенкови се крећу кроз шуму пуцајући из својих митраљеза и топова, као и котрљајући се преко тела мрвих, а и живих јапанских војника који нису могли или нису хтели да се извуку из окружења. Када је тенковски напад био готов, Вандегрифт је записао: „задње стране тенкова изгледају као млевено месо“.
У 17:00 сати 21. августа, јапански отпор је престао. Пуковник Ичики је, или погинуо, или извршио самоубиство убрзо након битке, према различитим извештајима. Кад су радознали маринци почели да шетају и разгледају бојно поље, неки рањени јапански војници пуцали су на њих, убијајући или рањавајући поједине маринце. Од тада, маринци пуцају или бајонетима пробадају свако тело Јапанаца на које су наишли, премда су приближно 15 рањених и онесвешћених Јапанаца заробили. Око 30 јапанских војника успело је да побегне ка остатку пука који се налазио код Таиву Поинта.

### Последице
За Американце и остале савезнике, победа у бици на реци Тенару имала је психолошки значај за савезничке војнике, након серије пораза од јединица јапанске армије на Пацифику и источној Азији, увидевши да они могу поразити јапанску војску у копненој бици. Битка је показала један преседан који се наставио до краја рата на Пацифику, а то је одбијање рањених јапанских војника да се предају и њихова жеља да наставе са убијањем савезничких војника, чак иако су јапански војници лежећи умирали на бојном пољу. Овим поводом Вандегрифт је записао: „Нисам никада чуо нити читао о оваквом начину борбе. Ови људи одбијају да се предају. Рањени чекају док људи не дођу да их прегледају... и разнесу сами себе и друге око њих ручном гранатом“.
Дана, 25. августа, већина преживелих Ичикијевих војника стиже на Таиву Поинт и радијом обавештава штаб 17. јапанске армије у Рабаулу о пропалом покушају напада на аеродром. Неверујући у извештаје које су добили од преживелих Ичикијевих војника, јапански армијски штабни официри настављају са планирањем и слањем нових трупа ка Гвадалканалу за поновно заузимање „Хендерсеновог поља“. Следећи већи јапански напад на Лунга периметар био је битка за Едсонов гребен, око три недеље касније, овог пута са много веђим снагама од оних које су учествовале у бици на реци Тенару.